# Giovan Battista Sassi

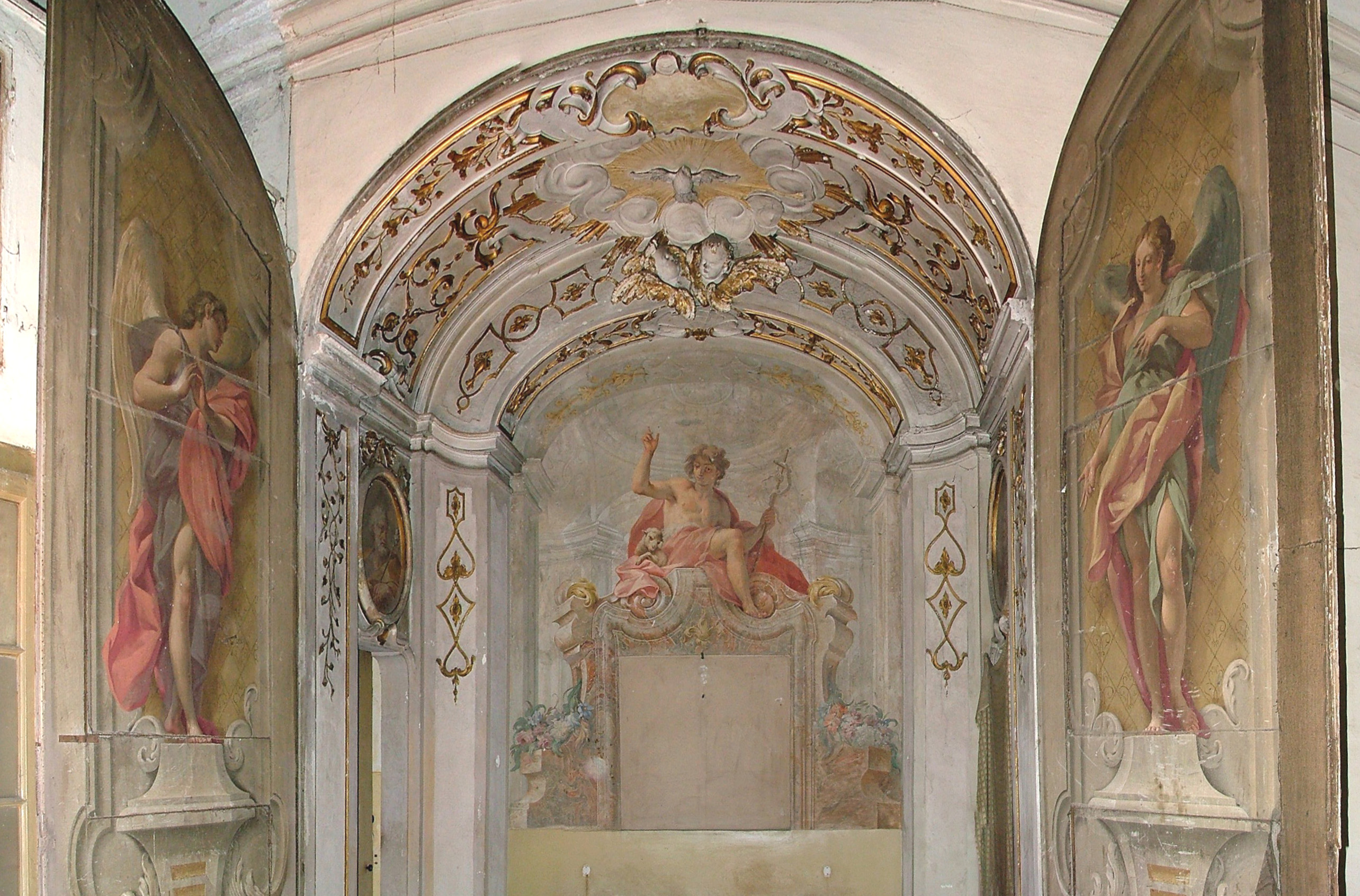
Affreschi nella cappella privata di Palazzo Modignani a Lodi, opera di Giovan Battista Sassi

Giovanni Battista Sassi (Milano, 1679 – Milano, 1762) è stato un pittore italiano di epoca tardo barocca, attivo principalmente a Milano ed in Lombardia. Da alcune biografie viene anche definito col nome di Giambattista.

## Biografia
Dalle fonti la sua formazione è indicata presso lo studio napoletano del Solimena, caso più unico che raro nella Milano della fine del Seicento. Di questa prima attività non esistono tuttavia, a oggi, documenti ed opere.  Ricompare nella sua Milano nel 1713, citato in una procura dell'Ambrosiana, mentre la sua prima opera a noi pervenuta è la pala di Parabiago, datata 1716. Fratello del Prefetto dell'Ambrosiana Giuseppe Antonio, membro egli stesso dell'Accademia di disegno che dirigerà (a periodi alterni) per quarant'anni, cavaliere dell'Ordine del Santo Sepolcro, Giovan Battista appare subito un degno interprete del particolare clima barocco lombardo che Rossana Bossaglia definisce "Barocchetto". Le prime commissioni di rilievo gli pervennero dagli affreschi fatti eseguire a Palazzo Modignani a Lodi, dove gran parte delle sale affrescate possono essere attribuite alla mano del Sassi e della sua scuola. Si applicò anche alle pitture di soggetti a carattere mitologico al Palazzo Brentano di Corbetta, assieme ad artisti come Mattia Bortoloni, Giovanni Angelo Borroni, Giovanni Antonio Cucchi e Ferdinando Porta.
Sotto l'aspetto delle commissioni di natura religiosa, affrescò i soffitti della chiesa di San Francesco d'Assisi a Brescia, dove operò ancora col Cucchi. Sempre a Brescia è presente con la pala dell'altare maggiore della chiesa di San Zeno al Foro, dove sono raffigurati i Santi Zeno, Rusticiano e Vincenzo de Paoli che adorano la Vergine con il Bambino apparsi fra le nuvole. Altri esempi di pittura sacra riconducibili al Sassi si possono trovare a Parabiago. Nella chiesa di San Pietro in Verzolo a Pavia, sopra l'altare, si trova una sua tela raffigurante la Vergine col Bambino e San Bernardo, datata 1713, e nella chiesa di San Giovanni Domnarum la pala con l'Estasi di sant'Andrea Avellino, mentre perduti sono gli affreschi che realizzò per gli Olivetani di San Bartolomeo a Pavia. L'apoteosi del pittore, avvenne con le decorazioni eseguite presso la cappella di Santo Stefano del Duomo di Monza, ove eseguì una Lapidazione di Santo Stefano nel 1723. Operò sempre nei medesimi anni gloriosi alla decorazione di alcuni soffitti del Santuario della Vergine di Loreto e nel 1736 eseguì gli affreschi della cupola della Cappella del Santo Rosario nella basilica milanese di Sant'Eustorgio. Lo troviamo ancora attivo a Lodi, sempre per i conti Modignani, nella decorazione pittorica della cappella di famiglia dedicata al culto di Santa Caterina d'Alessandria ubicata nella chiesa di San Francesco oggi officiata dai padri barbabiti e purtroppo rovinata da recenti e maldestri restauri.
Ebbe tra i suoi allievi Francesco Londonio.